# Family Trainer
Family Trainer (ファミリートレーナー?, Famirī Torēnā) è un videogioco party a tema sportivo sviluppato da h.a.n.d. e pubblicato nel 2008 da Namco Bandai per Wii. Il gioco è stato distribuito in America settentrionale come Active Life: Outdoor Challenge.

## Modalità di gioco
Per poter giocare a questo videogioco bisogna avere il tappetino (comprato insieme al gioco). Sul tappetino sono presenti 6 grosse frecce: 2 in alto, 2 in basso, 1 a destra e 1 a sinistra. In un solo tappetino possono giocare anche due persone. Nel tappetino ci sono anche due tasti che corrispondono ai tasti meno e più del telecomando Wii. Nei diversi minigiochi si dovrà correre, saltare, pattinare e perfino catturare delle talpe.

### Livelli
Ogni minigioco ha a sua disposizione 4 livelli, ognuno di diversa difficoltà: principiante, intermedio, difficile, professionista. Ogni livello è sbloccabile facendo l'avventura all'aperto. L'avventura all'aperto è una modalità di gioco che ti fa percorrere alcuni minigiochi in un ordine prestabilito, alcuni livelli sono da sbloccare finendone altri. Nell'avventura all'aperto ci sono 4 tipi di ordini di minigiochi: principiante, avanzato, esperto e speciale. Nello speciale puoi decidere tu che percorso fare e quali minigiochi fare.

### Minigiochi
Elenco di tutti i minigiochi che ci sono nel "Gioco libero":
- Tronchi rotanti
- Attacca la talpa
- Kayak sul fiume
- Giù per il tubo
- Panico in miniera
- Tavola estrema
- Pattini
- Trampolino
- Saltacolonna
- Sfida sprint
- Ostacoli pazzi
- Sfulgiltronco (infinito)
- Corsa su nastro (infinito)
- Su e giù (infinito)
- Salta corda (infinito)

Nota: Alcuni minigiochi sono infiniti perché non sono formati da un tempo prestabilito o da livelli.

## Esercizio fisico
In questa modalità ci sono gli stessi minigiochi di prima ma divisi in categorie, ognuna che serve a qualcosa, sono:
- Per il corpo
- Facili da 5 minuti
- Difficili da 5 minuti
- Rilassati
- Braccia e fianchi
- Resistenza
- Salto
- Riflessi
- Equilibrio
- Maratona

Ognuno comprende dei minigiochi, alcuni minigiochi possono far parte di varie categorie.

### Outdoor Island
Tutti i minigiochi si svolgono in Outdoor Island, un'isola immaginaria, in cui ogni posto corrisponde ad un minigioco. Per vedere una panoramica dell'isola basta andare su Avventura all'aperto e si può vede l'isola, se si sceglie un minigioco si può vedere in che posto si svolgerà.